# Unification de l'Arabie saoudite
L'unification de l'Arabie saoudite est la période durant laquelle Ibn Séoud a conquis une grande partie des tribus et émirats de la péninsule arabique entre 1902 et 1932. À cette date est proclamé le royaume d'Arabie saoudite, quatrième incarnation du troisième État saoudien (à la suite de l'émirat du Nedjd et du Hassa, du sultanat du Nedjd et du royaume du Nedjd et du Hedjaz), et de l'émirat de Dariya (1744–1818) et l'émirat du Nedjd (1824–1891) ayant été respectivement le premier et le deuxième État.

## Contexte historique
Au début du XVIe siècle, l'Empire ottoman exerçait un contrôle, ou une autorité nominale, sur la majeure partie de la péninsule arabique (en). Malgré cette suzeraineté, l'Arabie était gouvernée par une multitude de chefs tribaux bédouins, le chérif de La Mecque régnant sur la région du Hedjaz.
Suite au pacte de Dariya (en) en 1744 entre l'imam Ibn Abdelwahhab et l'émir de Dariya Ibn Saoud, le clan des Al Saoud fonda le premier État saoudien, un état fondé sur une interprétation rigoriste de l'islam. L'idéologie née de cette période fut plus tard baptisée wahhabisme. Originaire de la région du Nadjd, en Arabie centrale, le premier État saoudien conquit la majeure partie de la péninsule arabique, culminant avec la prise de la ville sainte musulmane de La Mecque en 1803. Les forces ottomanes étaient en grande partie détournées de l'Arabie par l'expédition en Égypte et au Levant de Napoléon Bonaparte.
Le sac de Kerbala en 1802 puis la perte de La Mecque porta un coup au prestige des Ottomans qui exerçait leur souveraineté sur la ville depuis 1517, et la reconnaissance par le chérif de La Mecque Abu Numayy II (en) de la suprématie du calife ottoman. Les Turcs furent finalement poussés à agir contre les Al Saoud (guerre ottomano-wahhabite (en)). La tâche de détruire les Saoudiens fut confiée au puissant vassal et vice-roi d'Égypte Méhémet Ali, qui envoya des troupes dans la région du Hedjaz et reprit La Mecque en 1813. Son fils Ibrahim Pacha, mena quant à lui les forces égypto-ottomanes au cœur du Nadjd, capturant ville après ville lors de l'expédition du Nadjd. Arrivé à Dariya, la capitale saoudienne, Ibrahim la mit en état de siège pendant plusieurs mois jusqu'à sa reddition à l'hiver 1818. Il envoya ensuite de nombreux membres des clans des Al Saoud et les descendants d'Ibn Abdelwahhab en Égypte et à Constantinople, et ordonna la destruction systématique de Dariya. L'émir saoudien, Abdallah ben Saoud, fut plus tard exécuté à Constantinople. Par le traité de Londres de 1840, l'Égypte abandonne à son suzerain ottoman  les territoires d'Arabie.
Les Al Saoud survivants à la purge ottomane fondèrent le deuxième État saoudien par la prise de Riyad (désignée comme nouvelle capitale) en 1824. La période du deuxième État saoudien fut marquée par l'instabilité et les luttes fratricides continuelles, que le clan Al Rachid du djebel Chammar sut exploiter. En 1891, l'émir de Haïl Mohammed ben Abdallah remporta la bataille de Mulayda (en), et expulsa les Al Saoud.
Les Al Saoud s'exilèrent, trouvant refuge initialement auprès de la famille Al Khalifa, dans le protectorat de Bahreïn (en), puis dans l'émirat du Koweït dirigé par les Al Sabah, protégé par les Britanniques depuis 1893.
De leur côté, la dynastie des Hachémites conserve le titre de chérif de La Mecque depuis le xe siècle. Le pouvoir du chérif de la Mecque est bien souvent plus nominal que réel, la région étant sous la souveraineté successive des Fatimides, Mamelouks et Ottomans. De 1872 à 1918, le chérifat est intégré à une province ottomane, le vilayet du Hedjaz. Hussein ben Ali est nommé grand chérif par décret officiel du sultan Abdülhamid II en novembre 1908. Cependant, la situation était particulière pour Hussein, en pleine révolution des Jeunes-Turcs qui porta le Comité Union et Progrès au pouvoir. À son arrivée, il rencontra des représentants du CUP qui le saluèrent comme le « chérif constitutionnel », souhaitant jauger sa réaction à une telle désignation. Il répondit : « En vérité, ce sont les terres de Dieu où rien ne subsistera jamais, sauf la charia de Dieu [...] La constitution des terres de Dieu est la charia de Dieu et la Sunna de Son Prophète. » 
En 1911, Hussein s'engagea dans une campagne ottomane à Asir ; le Comité Union et Progrès sollicita son soutien pour combattre Muhammad ibn Ali al-Idrisi (en), qui s'y était récemment révolté et avait proclamé l'Émirat idrisside d'Asir. Hussein soutint vivement cette campagne car Asir appartenait traditionnellement au Hedjaz, et la présence des Idrissides dans la région rompit ses liens financiers et politiques avec Asir. Il rassembla une armée d'environ 5 000 hommes des tribus Aqil et Bisha, toutes deux originaires d'Asir, à La Mecque, puis commença à marcher contre al-Idrisi. Après une première défaite due à la chaleur et à une épidémie de choléra, il réussit à infliger deux lourdes défaites aux forces idrissides. La guerre italo-turque amena l'Italie à aider l'Asir en bombardant la marine, en fournissant des armes et des munitions. En octobre 1911, l'Italie y fit patrouiller un navire, prétendit avoir miné la côte méridionale de Kamaran et bloqua le port d'al-Hodeïda le 2 octobre. À la fin de novembre, elle commença le bombardement de l'ensemble des ports yéménites. L'Empire ottoman rapatria ses troupes vers la côte et arma l'imam Yahya Muhammad Hamid ed-Din, qui contrôlait de fait le Yémen. L'imminence de la Première Guerre mondiale poussa les Ottomans à rechercher une trêve, qui entra en vigueur le 3 août 1914.

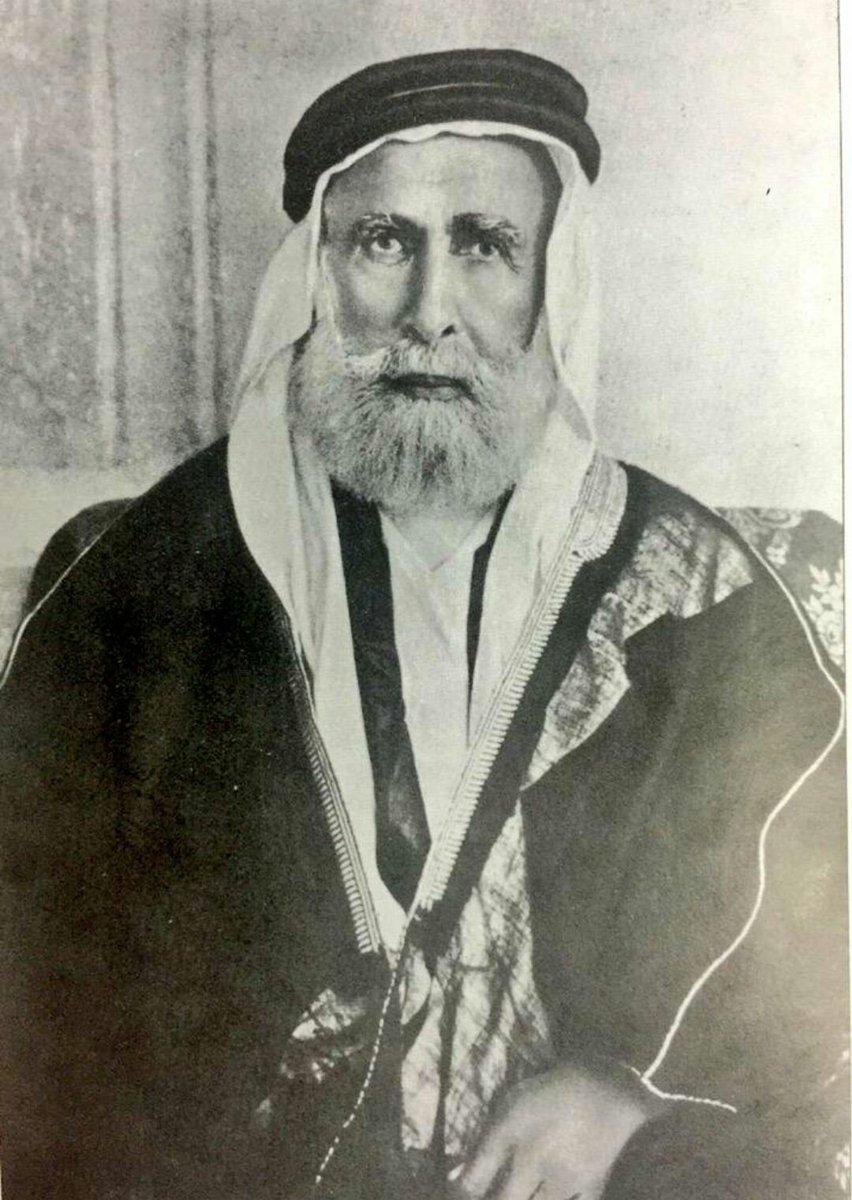
Hussein ben Ali
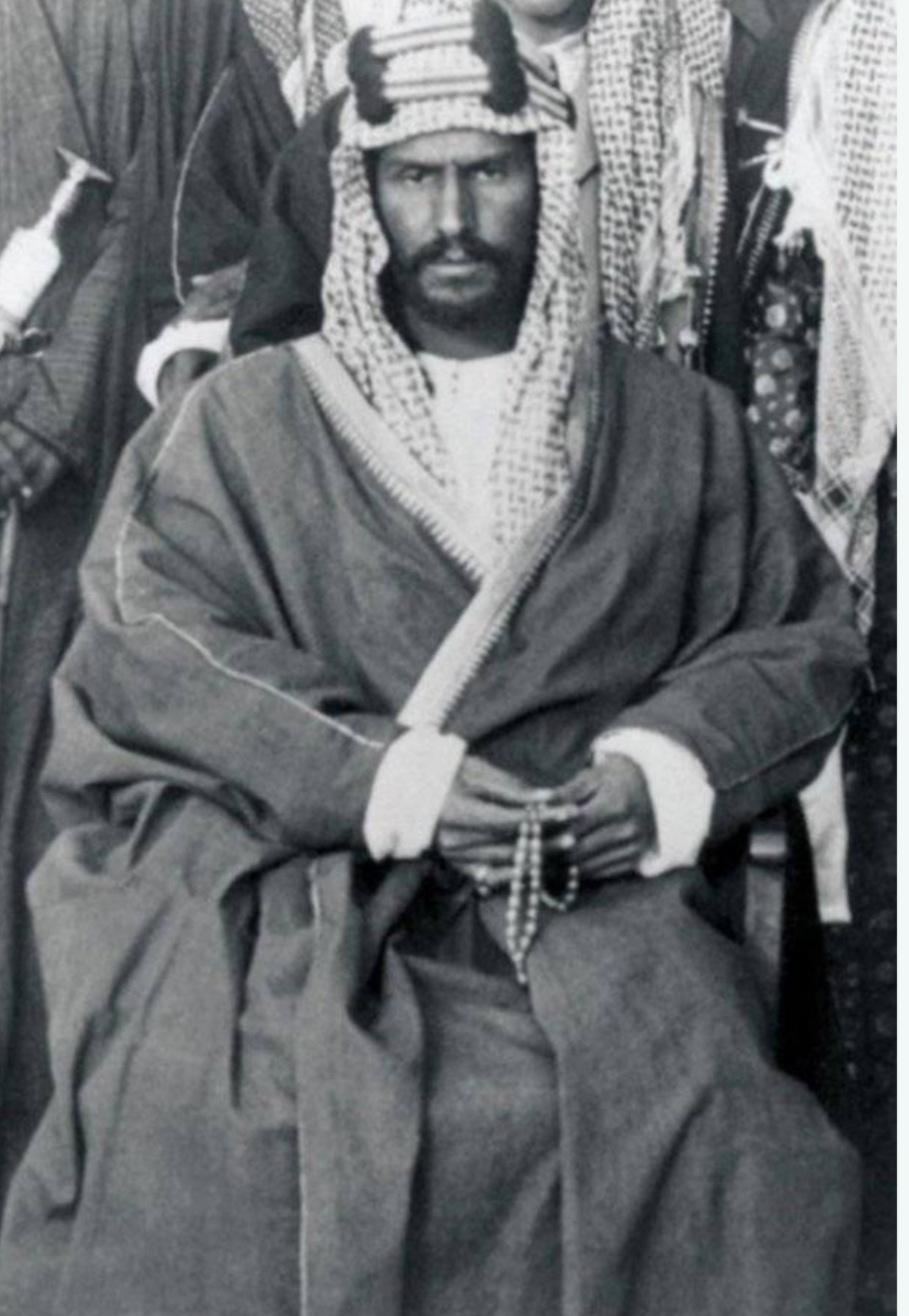
Abdelaziz ibn Saoud
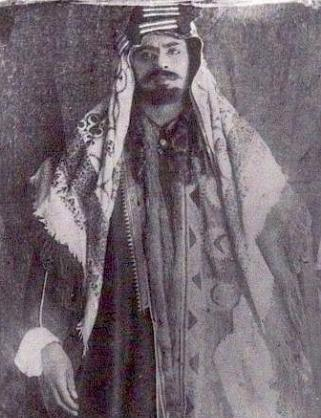
Abdelaziz ben Moutaïb Al Rachid
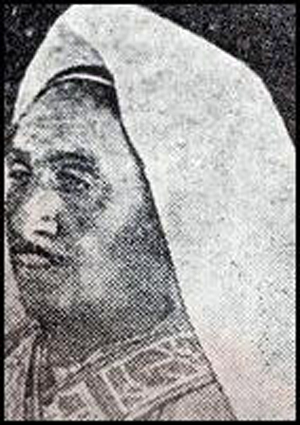
Muhammad ibn Ali al-Idrisi (en)

## Histoire

### Conflit entre les Saoud et les Rashidi
Au début du XXe siècle, les Britanniques misent sur les Saoud pour renverser l’Empire ottoman et exploiter le pétrole de la péninsule arabique. Le projet du Foreign Office était que les Saoud et les wahhabites soient détestés par leurs serfs et incapables de s'entendre avec leurs voisins. Compte tenu de la disproportion des forces militaires entre leurs sabres et les armes modernes britanniques, cette famille ne pourrait jamais se rebeller contre ses maîtres occidentaux. Avec l’aide de l’agent secret Lawrence d’Arabie, ils fondent le royaume actuel, le troisième de la tribu. En 1902, les Saoud reprennent Riyad, l'ancienne capitale de la dynastie. Le Nadjd, Al-Hassa, l'Asir et le Hedjaz tomberont progressivement sous leur contrôle entre 1913 et 1926. Par le traité de Sèvres en 1920, ratifié après la fin de la Première Guerre mondiale, l'Empire ottoman est dépossédé de ses territoires arabes (Syrie, Palestine, Liban, Irak, Arabie). Abdelaziz ben Abderrahmane Al Saoud (dit Ibn Séoud) se proclame sultan du Nadjd en 1921, résultant de la transformation de l'émirat du Nedjd et du Hassa.

### Conflit entre les Saoud et les Hachémites
En octobre 1924, les Hachémites du chérif Hussein sont défaits par les partisans d'Ibn Séoud, à la bataille de La Mecque. Le 13 octobre 1924, Ibn Séoud entre à La Mecque vêtu en pèlerin (sans revendiquer, contrairement à Hussein, le titre de calife ; le titre de gardien des deux sanctuaires pris par les souverains saoudiens ne remonte qu'aux années 1980). La conquête du Hedjaz s'achève en 1925 avec la prise de Médine et de Djeddah.
Le 2 novembre 1925, les Al Saoud et les Britanniques signent le traité de Hadda, destiné à délimiter les frontières entre le domaine des Saoud et la toute nouvelle Transjordanie, protectorat du Royaume-Uni instauré par la Société des Nations.
La dernière grande conquête a lieu en 1926 avec la prise de l'Asir, du Jizan et du Najran, régions historiquement yéménites et plus tard annexées par la dynastie saoudienne. Le royaume du Nedjd et du Hedjaz, fusion des deux états, est établi en 1927, remplaçant le sultanat du Nedjd, avant de prendre le nom de royaume d'Arabie saoudite moderne avec les annexions d'Al-Hassa et de Qatif en 1932.

### Chronologie
- Bataille de Riyad (1902)
- Première guerre saoudo-rachidi (en) (1903–1907)
- Deuxième guerre saoudo-rachidi (en) (1915–1918)
- Révolte arabe (1916–1918)
- Première guerre saoudo-hachémite (en) (1918–1919)
- Guerre Koweït-Nedjd (en) (1919–1920)
- Troisième guerre saoudo-rachidi (en) (1921)
- Seconde guerre saoudo-hachémite (1924–1925)
- Révolte des Ikhwans (1927-1930), dont attaque du Koweït (1928)
- Guerre saoudo-yémenite (en) (1934)

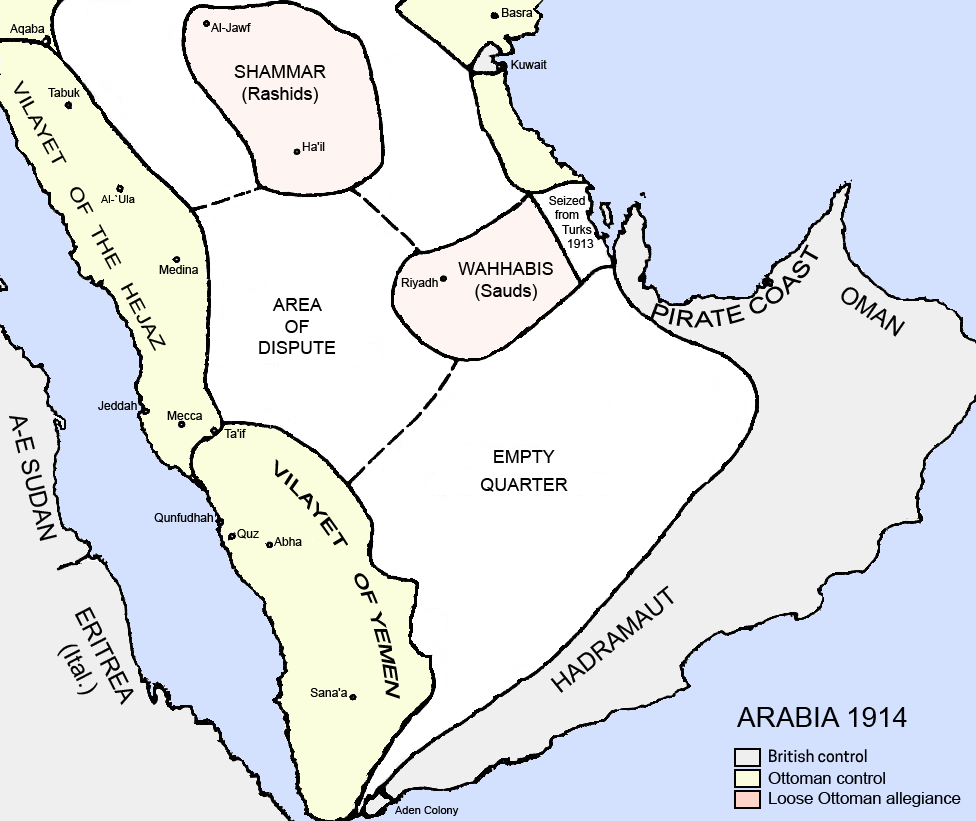
Arabie, 1914
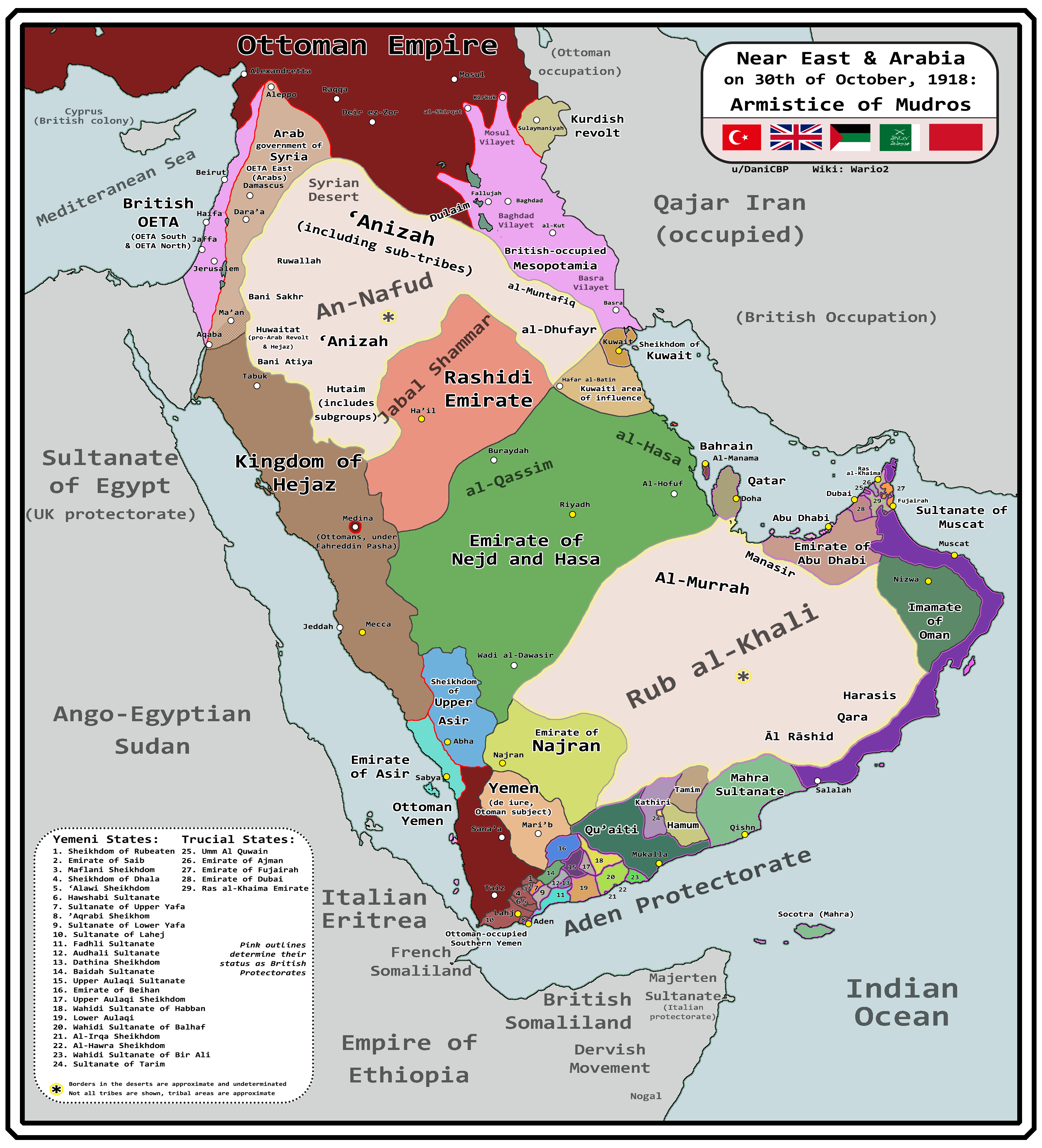
Arabie, 1918
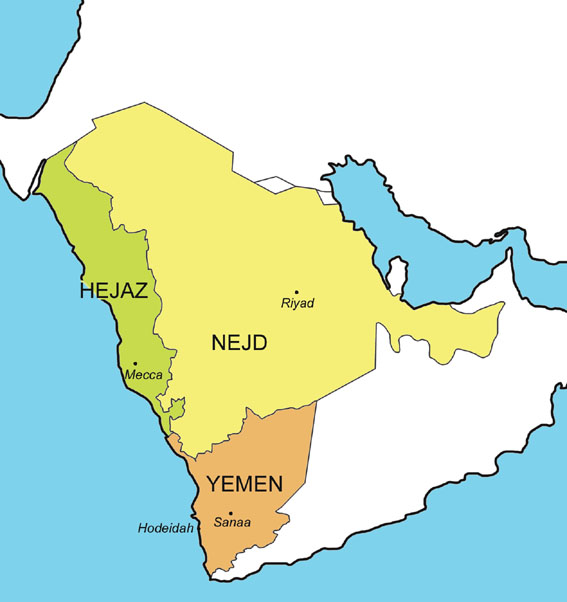
Arabie, 1924
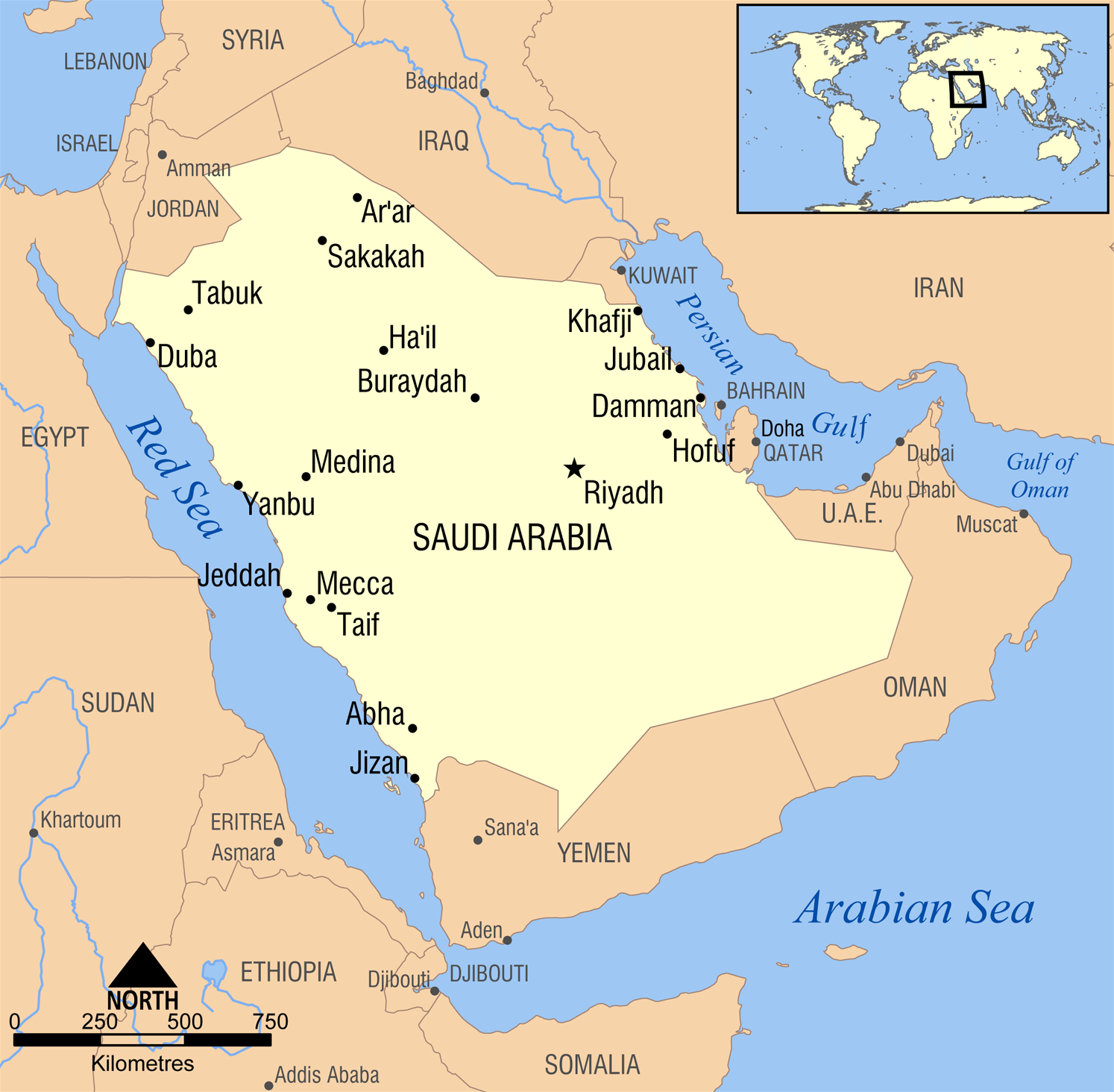
Arabie saoudite, depuis 1934

## Conséquences

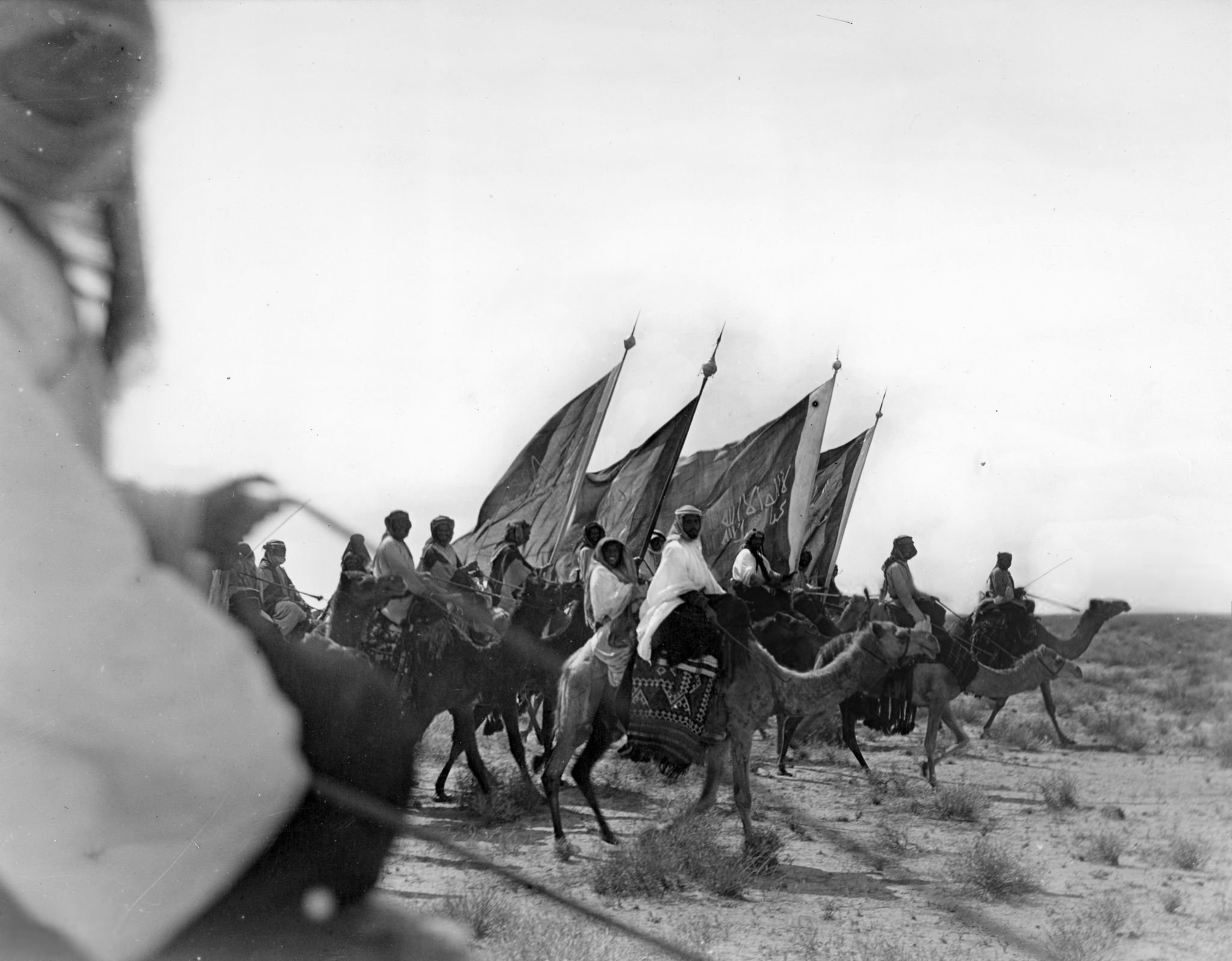
L'Ikwan, l’armée d'Ibn Séoud.

En 1922 est signé le protocole d'Uqair définissant les frontières et l'établissement de deux zones neutres avec l'Irak et le cheikhat du Koweït.
Entre 1927 et 1930, les Ikhwans, milice religieuse islamique créée par Ibn Seoud, se révoltent contre l'autorité de leur fondateur. Ils sont définitivement battus lors de la bataille de Sabilah.

### Conflit avec le Yémen
L'unification de la péninsule arabique mène à une brève guerre en 1934 entre le royaume du Yémen et l'Arabie saoudite à propos de l'émirat idrisside d'Asir.
Le roi yéménite Yahya Muhammad Hamid ed-Din voit en effet l'instauration de l'Arabie saoudite comme une menace pour son pays. Le conflit provoque au total la mort de 2 100 soldats et civils, les deux camps confondus. Le bilan est officiel, le nombre de morts étant certainement sous-évalué.
La ville de Najran, prise en 1926 au Yémen, est annexée en 1934 par les Saoud. (voir Guerre Arabie saoudite-Yémen (en))

### Seconde Guerre mondiale

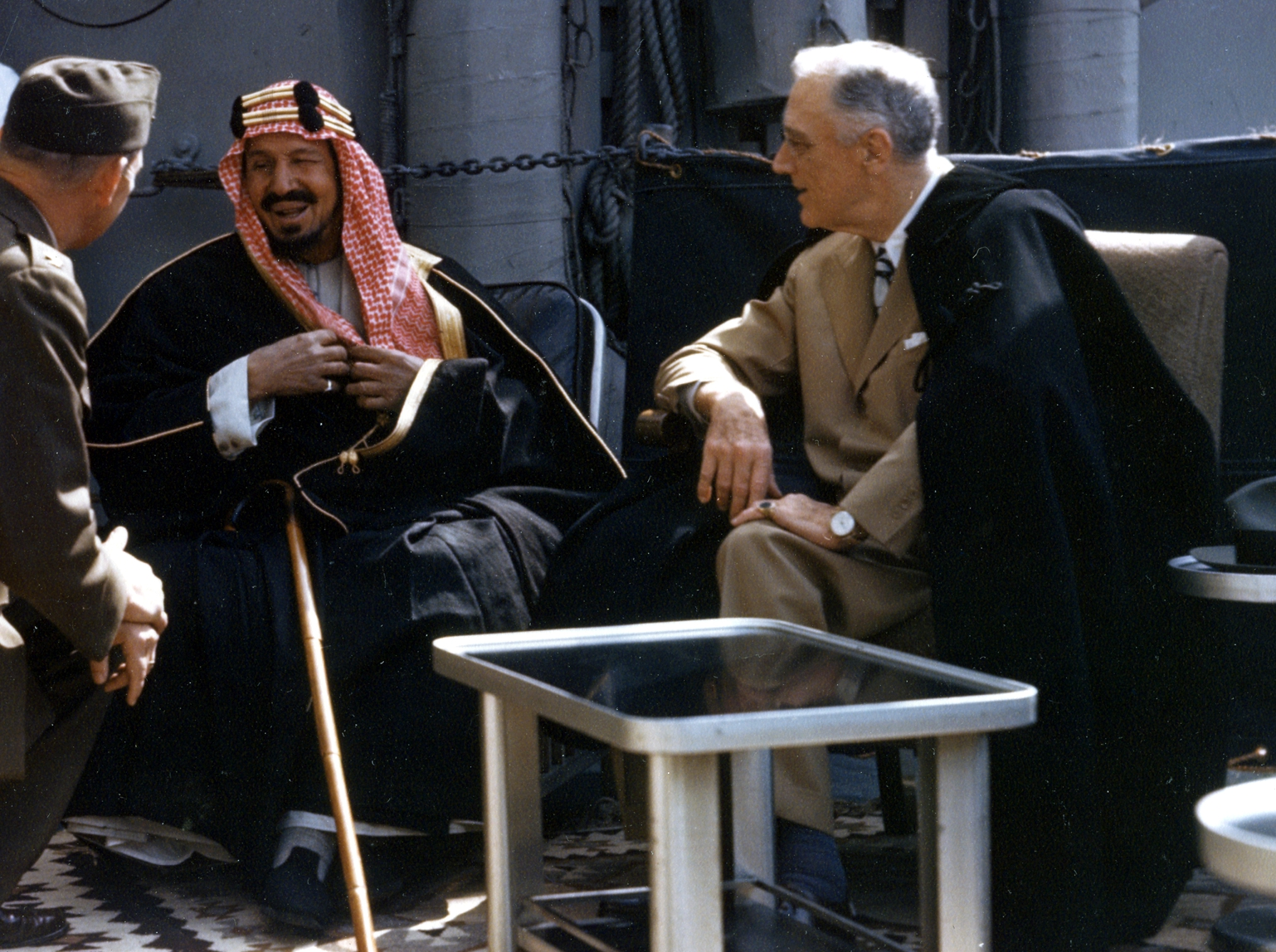
Le fondateur du troisième État saoudien le roi Ibn Saoud rencontre le président américain Roosevelt au milieu du canal de Suez, à bord du croiseur revenant de la Conférence de Yalta le 14 février 1945 (« pacte du Quincy »)

A l’issue de la Seconde Guerre mondiale, les États-Unis profitèrent de l’affaiblissement des Britanniques. Le président Franklin Roosevelt conclut avec le fondateur du royaume le pacte du Quincy. Les États-Unis s’engageaient à protéger la famille des Saoud en échange de leurs hydrocarbures. Les pétroliers américains s'approprièrent les gisements de la péninsule. En échange, le président américain apporta au roi Ibn Saoud des crédits et surtout garantit sa protection contre des rivaux tant intérieurs qu'extérieurs. Cette alliance ne se démentira pas jusqu'au début du XXIe siècle.